# 1160
1160 (MCLX) fue un año bisiesto comenzado en viernes del calendario juliano.

## Acontecimientos
- Batalla de Lobregal. Los miembros de la Casa de Lara, comandados por Nuño Pérez de Lara, son derrotados por los miembros de la Casa de Castro, capitaneados por Fernando Rodríguez de Castro el Castellano.
- Los aztecas salen de Aztlán en busca de la Tierra Prometida por su dios Huitzilopochtli.
- Comienza la construcción de la Catedral de St. Andrews en la ciudad homónima de Saint Andrews.

## Nacimientos
- 13 de mayo: Ali ibn al-Athir, historiador kurdo (f. 1233).
- Dulce de Aragón, reina portuguesa.
- Sibila de Jerusalén, reina de Jerusalén.
- Leonor Plantagenet, reina castellana.

## Fallecimientos
- Constanza de Castilla, aristócrata castellana, reina consorte de Francia por su matrimonio con Luis VII.
- Erico el Santo, rey sueco.